# Verwaltungsgemeinschaft Mittelzentrum Artern
In de Verwaltungsgemeinschaft Mittelzentrum Artern uit de Kyffhäuserkreis in de Duitse deelstaat Thüringen werkteb tien gemeenten samen bij het uitvoeren van hun gemeentelijke taken. Zetel van de Verwaltungsgemeinschaft was de stad Artern, die er zelf geen deel van uitmaakte.
Het samenwerkingsverband werd opgeheven op 1 januari 2019. Hierbij fuseerden Artern/Unstrut, Heygendorf en Voigtstedt to de stad Artern. Ichstedt en Ringleben werden opgenomen in de gemeente Bad Frankenhausen/Kyffhäuser. en Nausitz fuseerde met de gemeente Donndorf en de steden Roßleben en Wiehe tot de stad Roßleben-Wiehe. De functie van de Verwaltungsgemeinschaft werd voor de overige gemeenten overgenomen door Artern als erfüllende Gemeinde.

## Gemeenten
1. Borxleben
2. Gehofen
3. Heygendorf
4. Ichstedt
5. Kalbsrieth
6. Mönchpfiffel-Nikolausrieth
7. Nausitz
8. Reinsdorf
9. Ringleben
10. Voigtstedt